# Rozuiyeh
 (mai 2017).
Rozuiyeh (persan : رضوئيه romanisé en Rozū'īyeh) est un village dans la province de Kerman en Iran. Lors du recensement de 2006, sa population était de 14 habitants répartis dans 4 familles.